# Irische Diaspora
Als irische Diaspora bezeichnet man die irischstämmige Bevölkerung, die außerhalb des irischen Kerngebiets lebt, d. h. der westeuropäischen Insel Irland, die die Republik Irland und Nordirland umfasst.

## Entstehungsgeschichte
Eine Emigration aus Irland im größeren Ausmaß fand mindestens seit Beginn des 17. Jahrhunderts (nach der Unterwerfung und dem Ende des keltisch-gälisch dominierten Irland unter englische Herrschaft nach dem Neunjährigen Krieg und durch die Ulster Plantation), in der Mitte des 19. Jahrhunderts (Große Hungersnot, „Great Famine“) und (Anfang des) 20. Jahrhunderts statt. Hauptauswanderungsziele waren neben Großbritannien (England und Schottland) die Vereinigten Staaten von Amerika, Kanada, Australien, Argentinien und Uruguay.
Zu Beginn des 21. Jahrhunderts gibt es weltweit rund 80 Millionen Menschen irischer Abstammung; der größte Teil davon, etwa 36 Millionen, in den Vereinigten Staaten von Amerika. In Großbritannien leben etwa 14 Millionen, in Australien 7, in Kanada 4,5 Millionen, in Argentinien etwa 1 Million.